# Oblik vladavine
Oblik vladavine (koriste se i pojmovi  politički poredak, političko uređenje ili društveni poredak) označava vanjski oblik političke organizacije države i njenim usmjerenju koje ovisi o položaju poglavarstva države. 
U današnje vrijeme se razlikuje između oblika vlasti u republikama, monarhijiama i diktaturama, pri čemu se diktature ponekad nazivaju primjerice narodnom republikom, "republika" ili "kraljevina". 
Postoje uz to i savezne republike, te islamske republike, nasljedne monarhije ili vojne diktature.
Primjeri za vrste društvenog uređenja:
- Parlamentarni sustav
- Plemensko uređenje
- Monarhija
- Oligarhija
- Republika
- Komunizam
- Fašizam